# Ciro Ferrara (football, février 1967)
Pour les articles homonymes, voir Ferrara.
Ciro Ferrara, né le 11 février 1967 à Naples (Italie), est un footballeur et entraîneur italien.

## Biographie

### Joueur
Il fut l'un des meilleurs défenseurs de sa génération, et était particulièrement populaire dans son pays. Il est aussi très présent dans le cœur des Napolitains car il fut l'une des pièces maîtresses du club durant de nombreuses années.
Au même titre qu'Alessandro Del Piero, Ciro Ferrara est l'un de ces joueurs emblématiques de la Juventus, qui a marqué l'histoire du club. La consécration a lieu en 1996, avec la victoire en Ligue des champions.
Il a remporté sept fois le championnat d'Italie.

### Entraîneur
Il est à partir du 18 mai 2009 l'entraîneur de la Juventus.
Il est limogé de son poste d'entraineur le 29 janvier 2010 après une défaite en coupe d'Italie contre l'Inter (2-1) et à la suite de nombreux mauvais résultats. Il est remplacé par Alberto Zaccheroni.
Le 21 octobre 2010, il est nommé à la tête de l'équipe d'Italie Espoirs, poste qu'il quitte début juillet 2012 pour rejoindre la Sampdoria Gênes. Il est remercié dès le 17 décembre 2012, le club n'étant qu'à trois points du premier relégable. 
En 2006, il devient champion du monde en tant qu'entraîneur adjoint de Marcello Lippi. 

## Carrière

### Joueur
- Salvador Rosa
- 1983-1994 : SSC Naples
- 1994-2005 : Juventus

### Entraîneur
- 2009- janv. 2010 : Juventus
- oct. 2010-juin 2012 : Italie Espoirs
- 2012-déc. 2012 : Sampdoria Gênes
- 2016-mars 2017 : Wuhan Zall FC

## Palmarès

### En équipe nationale
- 49 sélections et 0 but avec l'équipe d'Italie entre 1987 et 2000
- Troisième de la Coupe du monde 1990 avec l'équipe d'Italie
- Finaliste de l'Euro 2000 avec l'équipe d'Italie

### En club
Avec la Juventus :
- Vainqueur de la Ligue des champions en 1996
- Vainqueur de la Coupe intercontinentale en 1996
- Vainqueur de la Supercoupe de l'UEFA en 1996
- Champion d'Italie en 1995, 1997, 1998, 2002 et 2003
- Vainqueur de la Coupe d'Italie en 1995
- Vainqueur de la Supercoupe d'Italie en 1995 et 1997

Avec Naples :
- Vainqueur de la Coupe UEFA en 1989
- Champion d'Italie en 1987 et 1990
- Vainqueur de la Coupe d'Italie en 1987
- Vainqueur de la Supercoupe d'Italie en 1990